# Lorenzo Barili
Lorenzo Barili (né le 1er décembre 1801 à Ancône dans les Marches,  et mort le 8 mars 1875 à Rome) est un cardinal italien du XIXe siècle.

## Biographie
Lorenzo Barili exerce des fonctions au sein de la curie romaine, notamment comme internonce au Brésil et délégué apostolique en Colombie (en), Venezuela (en), Argentine (en), Équateur (en), Chili (en) et Bolivie (en).
Il est élu archevêque titulaire de Tyane (de) en  1857 et est envoyé comme nonce apostolique en Espagne. Le pape Pie IX le crée cardinal lors du consistoire du 13 mars 1868.  Le cardinal Barili  participe au concile Vatican I en 1869-1870. Il est préfet de la Congrégation des indulgences et reliques.

## Succession apostolique
Lorenzo Barili a ordonné les évêques suivants :
- Évêque Vicente Benigno Carrión, O.F.M.Cap. (1858)
- Évêque Pedro Lucas Asensio (es) (1858)
- Évêque Diego Mariano Alguacil (eu) (1859)
- Archevêque Manuel María Negueruela Mendi (es) (1859)
- Archevêque Gregorio Martínez (de) (1862)
- Évêque Primo Calvo Lope (es) (1862)
- Évêque Pedro María Lagüera Menezo (es) (1862)
- Évêque Félix María Arrieta y Llano (en), O.F.M.Cap. (1864)
- Évêque Gregoria María López y Zaragoza (1864)
- Évêque Jacinto Maria Nicolaus Martínez y Sáez, O.F.M.Cap. (1865)
- Archevêque Esteban José Pérez Fernández (1866)
- Évêque José La Cuesta Maroto (1866)
- Évêque Manuel Canuto Restrepo (1870)
- Évêque Salvatore Luigi Zola, C.R.L. (1873)